# 高敬文
高敬文（法語：Jean-Pierre Cabestan，1955年8月4日），法國社會學家、政治學家和遠東政治專家，現任香港浸會大學政治及國際關係學系系主任。早年在巴黎第七大學先後修讀日本学文学学士和中国学碩士，後來在巴黎第一大學取得政治学博士。